# Михаиловићи (из Јагодине)
Породица господара Стефана Стевче Михаиловића (1806—1888), местозаступника књаза, председника министарског савета ожењеног књаз Милошевом братаницом Мирјаном Обреновић, и његовог оца јагодинског кнеза Михаила.

## Јагодински кнез Михаило Јовановић - Кујунџић
Јагодински кнез Михаило Јовановић - Кујунџић, после Првог српског устанка 1813. године, емигрирао је са породицом из Србије у Банат, где су живели у Белој Цркви, Вршцу и Панчеву. У овим местима су се његови синови школовали. У Јагодину породица се вратила 1816. године.
Кнез Михаило Јовановић имао је са Маријом Басановић синове Стефана, Константина - Косту и Јована, и кћерке Станију и Стевану.

### Господар Стефан - Стевча Михаиловић (1806—1888)
Господар Стефан Стевча Михаиловић (1806-1888) био је местозаступник књаза Милоша 1858. до књажевог повратка у Србију, што је највише звање које је владарски дом некоме доделио у Србији, 1862. генерал-мајор и командант Народне војске, и председник министарског савета 1876. године. Местозаступник је лице које заступа место књаза, а књаз Милош га је доделио свом зету господар Стевчи Михаиловићу на основу потпуное поверења које је имао у њега. Стевча Михаиловић је касније 1876. постао председник министарског савета и под његовим председништвом започети су ратови за ослобођење јужне Србије у српско-турским и руско-турским ратовима.
Стефан Стевча Михаиловић женио се три пута.
господар Стеван Михаиловић (1806-1888) био је од 1829. ожењен књаз Милошевом братаницом Мирјаном Обреновић, кћерком књаз Милошевог брата по мајци Јакова Обреновића. Из првог брака имао је сина Милана Михаиловића и кћерке Савку и Љубицу.
Из другог брака са Јелицом Вукићевић имао је две кћерке Магдалену и Софију.
Из трећег брака са Катарином Шами. имао је сина Михаила ..

### Милан С. Михаиловић (1835—1881)
Милан С. Михаиловић (Јагодина, 1835 - Београд, 1881) син господара Стевче Михаиловића и Мирјане Обреновић два пута се женио. Из првог брака са Милевом имао је сина Михаила М. Михаиловића и кћерку Даринку Михаиловић. Из другог брака са Персидом Петровић имао је кћерке Љубицу и Савку.

#### Михаило М. Михаиловић (1862—1911)
Михаило М. Михаиловић (Београд, 1862 - Београд, 1911) син Милана Михаиловића и унук господар Стевче Михаиловића и Мирјане Обреновић, био му је једини унук по мушкој линији. Након развода Михаиловог оца Милана од мајке Милеве, Михаило је стао на страну своје мајке и њене породице и након очеве смрти више није одржавао везе са очевом породицом. Једно време боравио је код стрица Михаила Михаиловића у Паризу, где је студирао фармацију. Међутим, због лоших односа са дедом, деда га је искључио из тестамента.

#### Даринка М. Михаиловић
Даринка М. Михаиловић била је кћерка Милана Михаиловића и унука господар Стевче Михаиловића.

### Рашковићи
Савка Михаиловић, кћерка господар Стевче Михаиловића и Мирјане Обреновић, била је удата за Алексу Рашковића, чиновника. Имали су два сина Милана и Михаила Рашковића.

#### Михаило А. Рашковић (1850—1912)
Михаило А. Рашковић (Јагодина,1850 - Београд, 1912) унук господар Стевче Михаиловића и Мирјане Обреновић, по мајци Савки Рашковић, рођ. Михаиловић био је чиновник Министарства финансија, пореске управе.

#### Милан А. Рашковић (1856—1904)
Милан А. Рашковић (Јагодина, 1856 - Београд, 1904) унук господар Стевче Михаиловића и Мирјане Обреновић, по мајци Савки Рашковић, рођ. Михаиловић био је чиновник

### Раденковићи
Љубица Михаиловић, кћерка господар Стевче Михаиловића и Мирјане Обреновић, била је удата за Димитрија Раденковића, трговца.
Њихов син је Милан Раденковић.

#### Милан Д. Раденковић (1850—1915)
Милан Д. Раденковић (Јагодина, 1850 – Јагодина, 1915), син Димитрија Раденковића, унук господар Стевче Михаиловића и Мирјане Обреновић по мајци Љубици Раденковић, рођ. Михаиловић, председник јагодинске општине, представник Управе државних монопола дувана на свесткој изложби у Лондону 1907, трговац, власник фабрике за прераду коже у Јагодини, први председник јагодинском месног одбора Народне радикалне странке, учесник Тимочке буне.
Милан Д. Раденковић живео је једно време у различитим крајевима Сједињених Америчких Држава. Његов живот послужио је Браниславу Нушићу за лик Јованче Мицића. Милан Д. Раденковић писао је дневник за време окупације 1914, који је недавно објављен.
Имао је сина Душана М. Раденковића.

##### Душан М. Раденковић (1897—1971)
Доктор Душан М. Раденковић (1897—1971), син Милана Д. Раденковића, праунук господар Стевче Михаиловића и Мирјане Обреновић школовао се у Немачкој, живео и радио као лекар у Краљеву.

##### др Милан Д. Раденковић (1933—1996)
Др Милан Д. Раденковић (1933—1996), унук Милана Д. Раденковића по коме је и добио име, имао три кћерке, које живе са својим потомством у Београду:
- Ана Раденковић удата Ђекић
- Тијана Раденковић удата Каћански
- Вера Раденковић удата Маљковић

### Стојковићи
Магдалена Стојковић, рођ. С. Михаиловић (Јагодина, 1839 - Београд, ?), кћерка господар Стевче Михаиловића и Јелице Вукићевић, била је удата за пешадијског пуковника Алексу Стојковића (1833 – Београд, 1908), начелника Министарства војног.
Имали су четворо деце Драгомира Стојковића, Бранимира Стојковића, Драгу Стојковић и Даринку Стојковић.

### Јефрем П. Гудовић (1835—1900)
Јефрем П. Гудовић (слава Св. Стефан) се родио 1835. код Ваљева као син Павла Гудовића, писара проте Матеје, који је касније срески начелник јасенички у Округу смедеревском, у Паланци (1852).У Шапцу је завршио гимназију. У Београду је завршио Лицеј 1855. и био награђен похвалном дипломом. Те године Министарски Савет га шаље као стипендисту у Фрајберг на рударске студије које је окончао 1859. а затим провео на пракси још годину у рудницима и топионицама у Немачкој.
По пвратку у Србију запошљава се у Министарству финансија 1968. где 1870. постаје начелник рударског одељења а 1880. буде постављен за министра грађевина.
Маја 1863. оженио се Софијом ћерком Стевче Михајловића, бив. председника Министарског Савета. У том браку су рођена три сина, Стеван, Михајло и Владислав и три кћери, Милева, Василија и Катарина.
Од 1890. до 1892. спровео је многе корените промене између осталих и Закон о градњи железница Београд-Ниш-Пирот, Ниш-Врање и Вел. Плана-Смедерево. На том положају је дочекао полазак првог свечаног воза за Ниш, јануара 1884. Због тога га је лично одликовао краљ Милан Обреновић Таковским Крстом И степена. Маја 1884 је одобрио пословник рада (статут) Привилеговане Народне банке Кр. Србије.
Године 1888. постављен је за Председника Одбора за изложбу у Паризу, где је провео 3-4 месеца представљајући Српску културу и њене производе. У Београд се вратио 1889. кад је у јесен пензионисан. Од тада се бавио много рударским питањима а врло се радо занимао и економским проблемима. Из ове области је доста преводио а и сам писао и већином штампао. Умро је априла 1900. Одликован је Таковским Орденом 5. степена, Таковским Орденом I степена, Командирским Крстом Почасне Легије III степена (француски орден), Сребрном медаљом као обновиоцу Краљевине Србије, Руским Орденом Св. Ане I степена, Белим Орлом III степена.
Софија Гудовић, рођ. С. Михаиловић (Јагодина, 1844 - Београд, 1919), кћерка господар Стевче Михаиловића и Јелице Вукићевић била је удата за Јеврема Гудовића, министра грађевина и народне привреде. Имали су синове Стевана, Михаила, Владислава и кћерке Милеву, Василију и Катарину.

#### Стеван Ј. Гудовић (186—1920)
Стеван Ј. Гудовић (Београд, 186 - Београд, 1920) син министра Јеврема Гудовића и унук господар Стевче Михаиловића.

#### Михаило Ј. Гудовић (1872—1918)
Михаило Ј. Гудовић (Београд, 1872 - Београд, 1918), унук господар Стевче Михаиловића, био је ожењен Јеленом Влајић (1884—1974), кћерком Милоја Влајића и Анке Антула, кћерке Константина Антуле. Јелена Влајић имала је два брата и две сестре.
Имали су Драгана, Владимира, Бранислава, Олгу и Веру.

##### Драган М. Гудовић (1904—1989)
Драган Гудовић (1904—1989), праунунук господар Стевче Михаиловића, са Загорком Ж. Васиљевић имао је сина Михаила и кћерку Јелену. Има потомства.

##### Бранислав М. Гудовић
Бранислав Гудовић, праунунук господар Стевче Михаиловића, имао је са Даницом Лукаревић сина Јеврема Гудовића.

##### Матковићи
Олга Гудовић је са Илијом М. Матковићем имала два сина и једну кћерку, Милоша, Ивана и Јелену. Има потомства.

#### Владислав Ј. Гудовић (1882—1909)
Владислав Ј. Гудовић (Београд, 1872 - Београд, 1920) син министра Јеврема Гудовића и унук господар Стевче Михаиловића.

#### Штајнлехнери
Милева Штајнлехнер (Београд, 1864 - Београд ?), кћерка министра Јеврема Гудовића и Софије кћерке господар Стевче Михаиловића, била је удата за инж. Михаила Емерика Ј. Штајнлехнера.

#### Пантићи
Василија Гудовић, (Београд, 1870 - Београд ?) кћерка министра Јевремеа Гудовића и Софије кћерке господар Стевче Михаиловића, била је удата за Михаила Пантића.

### Михаило С. Михаиловић (1853—1886)
Михаило С. Михаиловић (Јагодина, 1853 - Београд, 1886) син господар Стевче Михаиловића и његове треће жене Катарине рођ. Шами )1830—1898), био је чиновник Министарства иностраних послова, дипломата у Паризу. Био је ожењен Јованком.

## Константин Коста Михаиловић
Коста Михаиловић био је рођени брат господара Стевана Михаиловића. Коста Михаиловић имао је сина Павла.

### Павле Михаиловић (1845—1915)
Павле Михаиловић (Јагодина, 1845 - Ниш, 1915), државни саветник, начелник подунавског округа, председник Главне контороле, био је братанац господар Стевана Стевче Михаиловића, син Косте Михаиловића.
Павле Михаиловић (1845-1915) био је ожењен Јеленом Михаиловић, рођ. Никетић, кћерком Јована Никетића „Јове Тополца“ познатог противника Обреновића, чији син је био уредник новина „Ћоса“ (у власништву Николе Пашића). Имали су три кћерке.

#### Драга Цинцар-Јанковић, рођ. Михаиловић
Драга Михаиловић, кћерка Павла Михаиловића (1845-1915), државног саветника, начелника подунавског округа, председника Главне контороле, братанца господар Стевана Стевче Михаиловића, кнежевског местозаступника до повратка књаза Милоша 1858, председника министарског савета, била је удата за Војислава Т. Цинцар-Јанковића, касационог судију, сина Томе Цинцар-Јанковића, члана Главне контроле и унука војводе Цинцар-Јанка Поповића. Војиславу Цинцар-Јанковићу то је био други брак. Нису имали деце.
Драга Цинцар-Јанковић, рођ. Михаиловић, други пут се удала за Сондермајера.

#### Станаревићи
Друга кћерка Павла Михаиловића (1845-1915), државног саветника, начелника подунавског округа, председника Главне контороле, братанца господар Стевана Стевче Михаиловића, кнежевског местозаступника до повратка књаза Милоша 1858, председника министарског савета била је удата за Н. Станаревића, новинара..

#### Петковићи
Трећа кћерка Павла Михаиловића (1845-1915), државног саветника, начелника подунавског округа, председника Главне контороле, братанца господар Стевана Стевче Михаиловића, кнежевског местозаступника до повратка књаза Милоша 1858, председника министарског савета била је удата за Војислава Петковића, велетгровца, извозника.

## Јован Михаиловић
Јован Михаиловић, син кнеза Михаила Јовановића Кујунџића и брат господар Стевче Михаиловића био је чиновник. Јован Михаиловић је са Аном имао сина Тодора Тошу.

### Тодор Михаиловић (1856 -?)
Тодор Михаиловић (Јагодина, 1856 - ?), трговац, био је син Јована Михаиловића чиновника, и братанац господар Стевче Михаиловића.

## Тасићи
Станија Михаиловић, кћерка кнеза Михаила Јовановића Кујунџића, сестра господар Стевче Михаиловића, била је удата за Тасу Милосављевића Аранђеловића, трговца у Јагодини. Имали су два сина Тому Тасића и Николу Тасића.

## Марковићи
Стевана Михаиловић, кћерка кнеза Михаила Јовановића Кујунџића, сестра господар Стевче Михаиловића, била је удата за Коцу Марковића. Имали су сина Стевана Недића.

### Никола - Коца Марковић (1795—1836)
Никола - Коца Марковић (1795—1836) председник савета (владе) Кнежевине Србије након усвајања Сретењског устава 1835, президент управног савета 1836, био је ожењен Стеваном Михаиловић, кћерком кнеза Михаила Јовановића и сестром господар Стевче Михаиловића. Никола Марковић, пореклом из Сачисте у Македонији, родио се у Пожаревцу, где се оженио и трговао. Од 1821. био је царинар на скелама дубравичкој и рамској, потом је постао старешина среза рамског 1833, па старешина среза млавског и пожаревачког 1834, да би исте године био постављен за попечитеља (министра) финансија. Кнез Милош је имао велико поверење у Коцу Марковића кога је поставио и за председника савета (владе) 1835.
Никола Коца Марковић и Стевана Марковић, рођ. Михаиловић имали су сина Стевана Недића.